# Santuari d'Olímpia

Plànol d'Olímpia: 1: Propileu nord-est 2: Pritaneu 3: Filipeu 4: Temple d'Hera 5: Pelopi 6: Nimfeu d'Herodes Àtic 7: Metroo 8: Zanes 9: Pas subterrani d'accés a l'estadi 10: Estadi 11: Pòrtic de l'Eco 12: Monument de Ptolemeu II i Arsínoe 13: Estoa d'Hèstia 14: Edifici hel·lenístic 15: Temple de Zeus 16: Altar de Zeus 17: Exvot dels aqueus 18: Exvot de Micit 19: Pedestal de la Victòria de Peoni 20: Gimnàs 21: Palestra 22: Teecolèion 23: Hèroon 24: Taller de Fídies i basílica paleocristiana 25: Banys del Cladeu 26: Banys grecs 27: Hostal 28: Hostal 29: Leonideu 30: Banys del sud 31: Buleuteri 32: Estoa Sud 33: Vil·la de Neró

Olímpia fou en l'Antiguitat el recinte d'un santuari ofert al déu Zeus. També era l'antic emplaçament dels Jocs Olímpics, celebrats cada quatre anys.
En la península grega del Peloponés, al nord-oest, a la regió anomenada Èlide, hi ha una vall formada pel riu Alfeu. El santuari es trobava allí, en un paisatge en què conviuen els turons amb les planes, en un marc totalment diferent del de Delfos; a Olímpia l'indret és tranquil i relaxant, amb la frescor propera del riu, lluny de la sequedat de les afraus de la muntanya Parnàs que empara l'oracle de Delfos. Olímpia és en un terreny pla al peu del turó que es creu pertanyia al tità Cronos.

## Elements que componien el santuari

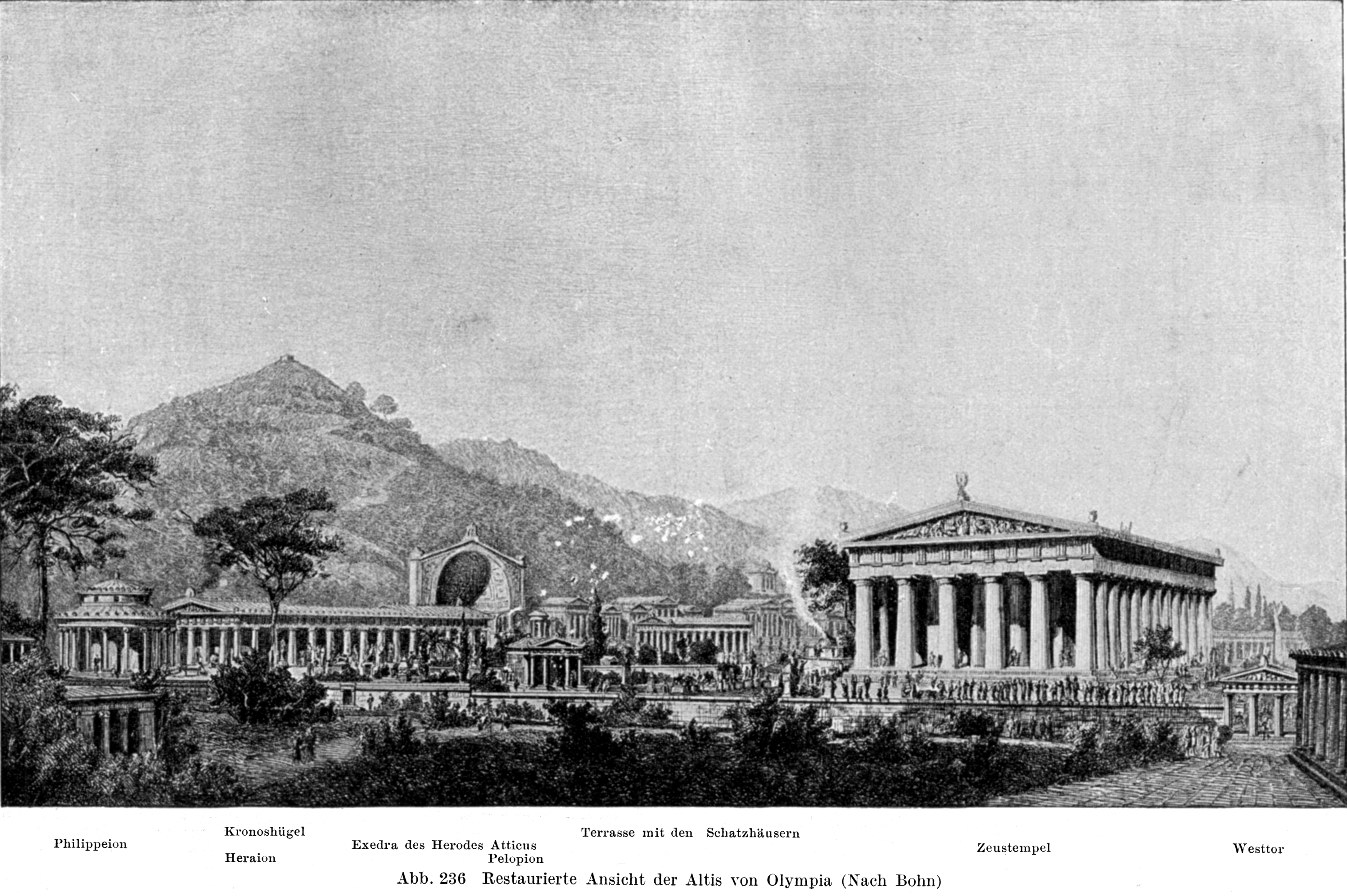
Reconstrucció hipotètica dels edificis que se situaven a l'Altis

Les construccions del recinte sagrat d'Olímpia es coneixen gràcies als estudis arqueològics i al text escrit pel gran geògraf turista de l'Antiguitat, Pausànias (segle ii de la nostra era), que visità la zona l'any 173. El recinte és un quadrat de quasi 200 metres de costat.
Al principi el lloc estava consagrat a les dees Hera i Cíbele, que tenien els temples en la zona nord, la més sagrada, anomenada Altis o 'bosc sagrat'. A aquesta zona s'accedia per una porta monumental situada al nord-oest o per una altra de situada al sud, i estava envoltada per un períbol. A la part oriental d'aquest períbol es va construir cap a l'any 350 ae l'anomenat Pòrtic Pecile o del Ressò. El Temple d'Hera és de la fi del segle VII ae. Més tard, en el segle V ae es va construir i es va consagrar el temple a Zeus, en el reducte sud de l'Altis. Cronos està present al pujol que porta el seu nom i amb ell s'estableix un llaç d'unió amb els déus més antics prehel·lènics del poble pelasg, del qual es té molt poca informació.

### Altars
El principal altar del santuari era el de Zeus Olímpic, que era gairebé al bell mig. Es diu que era fet amb les cendres de les víctimes ofertes al déu. Pausànias enumera molts altres altars que hi havia a Olímpia, en què es retia culte a Hèstia, Àrtemis, Atena, Ergani, el riu Alfeu, Hefest, el dàctil Hèracles, els seus altres germans dàctils, Hera, Apol·lo, Hermes, Concòrdia, Rea, mare dels déus, Cero, Demèter i Persèfone, Gea, Temis, Dionís, les Càrites, les muses, les nimfes, Afrodita, les Hores, Posidó, les Moires, els Dioscurs, Ares, Tique, Pan i el riu Clàdeu. També hi havia un altar comú a tots els déus i un altre als anomenats déus desconeguts. Fins i tot hi havia altars d'algunes d'aquestes divinitats, distingits per les seues advocacions, com eren els casos de Zeus, Apol·lo, Àrtemis i les nimfes, entre d'altres. Els elis feien sacrificis a cadascun d'aquests altars una vegada al mes. En aquests sacrificis cremaven encens i grans de blats barrejats amb mel. Al damunt posaven branques d'olivera i feien libacions amb vi. També cantaven himnes.

### El Pritaneu
El pritaneu era l'edifici de la seu administrativa del santuari, situat al cantó nord-oest de l'Altis, al costat de l'entrada. S'alçà a la fi del segle VI ae o començament del V ae. A dins, n'hi havia una llar on, segons Pausànias, cremava el foc nit i dia, sense parar. Des d'aquest lloc s'emportava la cendra que, mullada amb aigua del riu Alfeu, cobria l'altar de Zeus Olímpic i n'augmentava el volum.

### Temple d'Hera

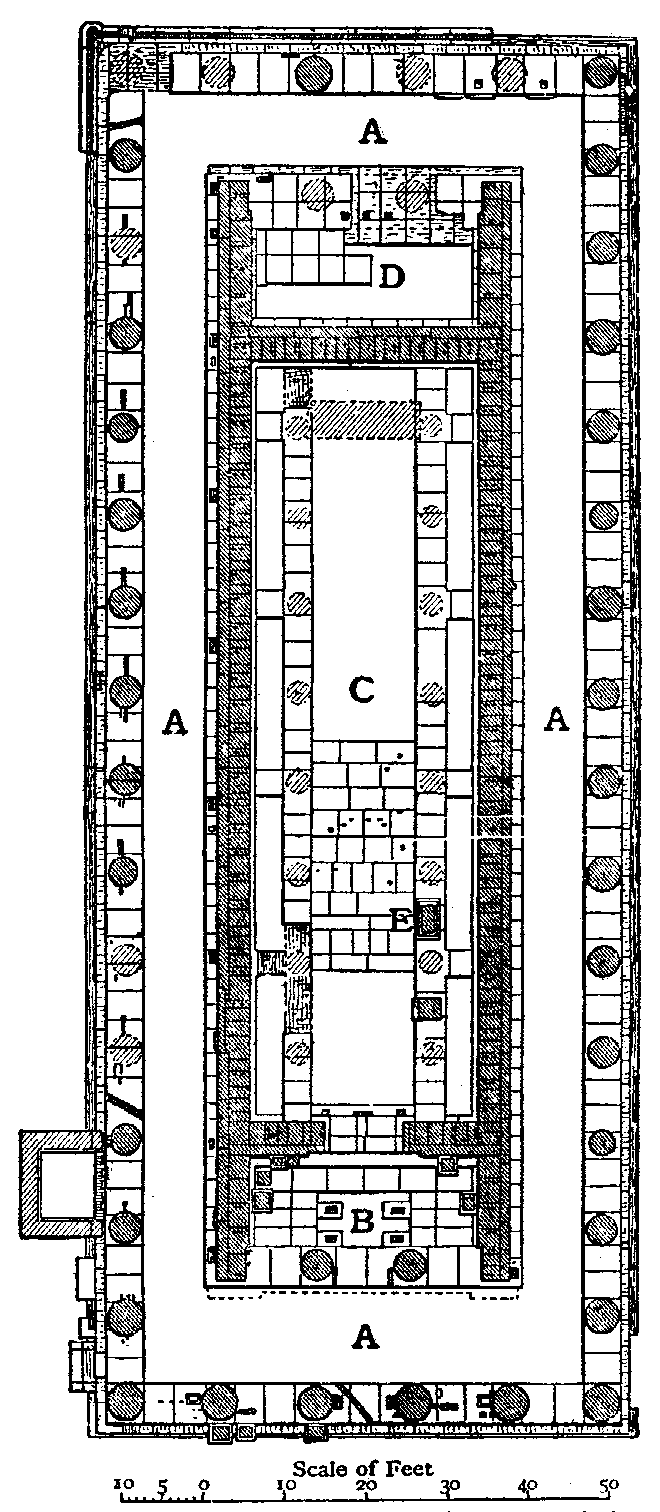
Plànol del Temple d'Hera

El Temple de Hera es va construir si fa no fa l'any 600 ae. Es tracta d'un temple hexàstil, amb sis columnes a la façana i setze als costats, a més de dues fileres de columnes interiors. El pòrtic exterior es va fer al principi de fusta; aquesta estructura, però, es va substituir per columnes de pedra. En l'opistòdom es trobava el denominat «Cofre de Cípsel», una excepcional obra artística de l'escola coríntia, que malauradament no s'ha conservat.

### Metroo
El Metroo era un petit temple d'estil dòric construït a començament del segle iv ae que originàriament estava dedicat a la Mare dels déus (Rea o Cíbele) i després fou un lloc d'adoració dels emperadors romans. És al costat de la terrassa dels Tresors. És probable que en aquest mateix indret des de temps prehistòrics es rendís culte a Gea i a Ilitia.

### Els tresors
Dominant el Temple d'Hera es trobava la terrassa dels tresors: són dotze capelletes en què es dipositaven les ofrenes als déus i els exvots; es van construir entre els segles VI i V ae per les ciutats de Sició, Siracusa, Epidamnos (Durrës), Cirene, Síbaris, Bizanci, Selinunt, Metapont, Mègara i Gela, tot i que un d'aquests petits edificis és identificat per alguns estudiosos com l'altar de Gea.

### Temple de Zeus i estàtua

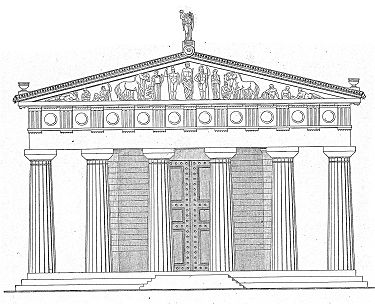
Reconstrucció d'una de les façanes del Temple de Zeus d'Olímpia

El Temple de Zeus va ser erigit pels elis entre l'any 468 ae i el 457 ae, en ordre dòric, a la part sud de l'Altis. Era de grans dimensions i dominava el santuari, tot i estar construït al mateix nivell que els altres edificis. Les dotze mètopes esculpides representaven escenes dels dotze treballs d'Hèracles. Al temple s'encenia la flama olímpica dels jocs.
Dins de l'edifici hi havia la cella (naos) que guardava l'estàtua de Zeus, obra de Fídies, feta de vori i or (tècnica criselefantina). Aquesta estàtua feia uns 12 metres d'altura. Representava el déu assegut i tenia a la mà esquerra el ceptre. Fídies hi començà a treballar al voltant del ae. El geògraf grec Estrabó hi va dir que gairebé fregava el sostre del temple i que feia la sensació que es trencaria si al déu se li ocorria aixecar-se. Els antics van incloure aquesta obra entre les Set meravelles del món.
A la part posterior del Temple de Zeus va créixer una olivera salvatge les branques de la qual s'empraven per a trenar les garlandes dels guanyadors en les proves olímpiques. Segons la llegenda, l'arbre havia estat portat per Hèracles des del país dels Hiperboris.

### Pelopspi
El Pelopspi era un monument funerari situat entre els temples de Zeus i d'Hera, i s'hi retia culte a l'heroi Pèlops, al qual s'oferia cada any un carner negre com a sacrifici. Les restes més antigues trobades ací pertanyen a una tomba datada de cap al 2500 ae. En els períodes arcaic i clàssic va adquirir forma poligonal i s'hi afegí un propileu dòric.

### Nimfeu
El Nimfeu va ser construït per Herodes Àtic cap a l'any 160. Es tractava d'una gran font monumental de marbre decorada amb estàtues. Es trobava entre el Temple d'Hera i la terrassa dels tresors.

### Filipeu

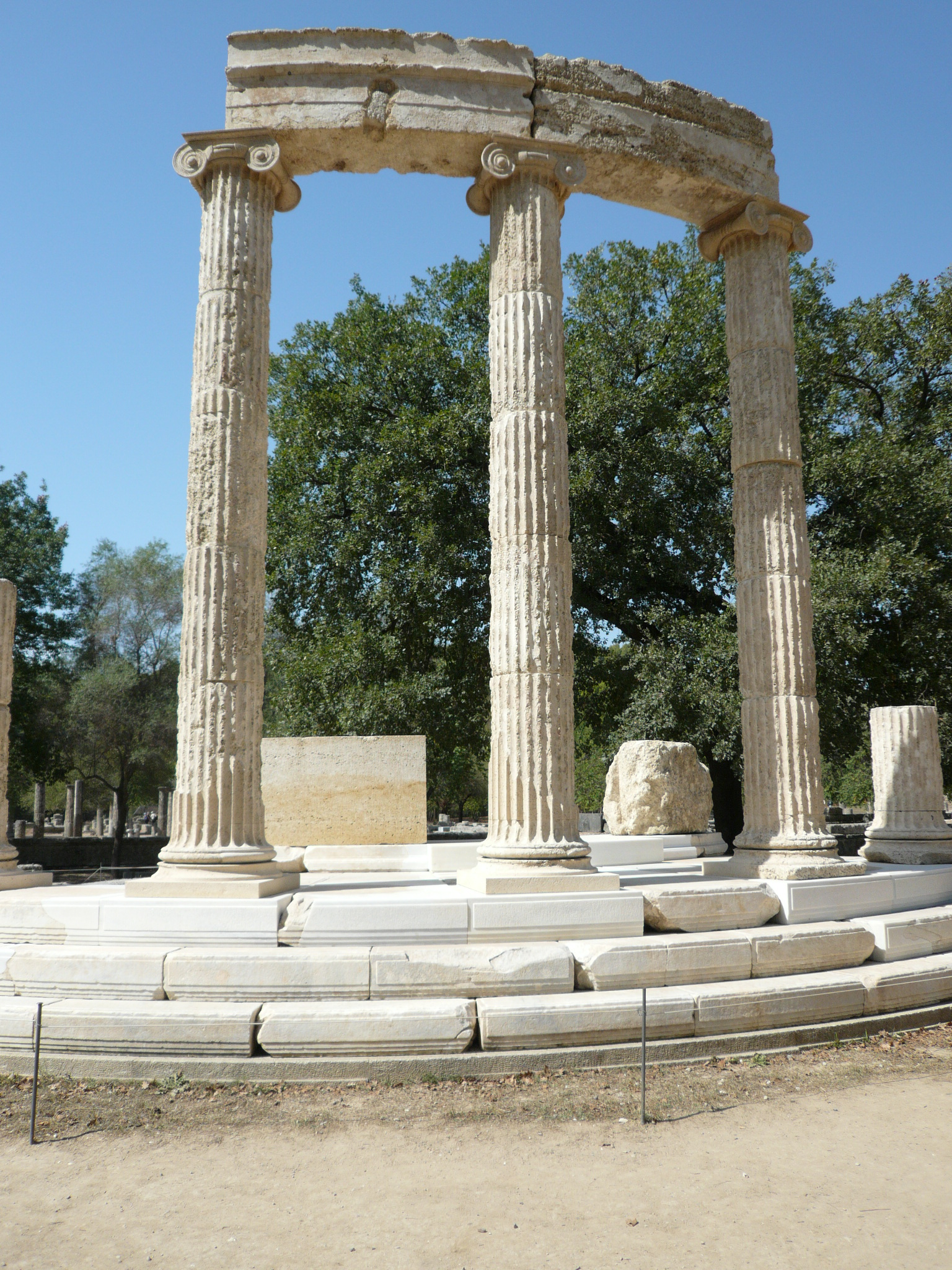
Restes del Filipeu

En el segle iv ae, Filip II de Macedònia va manar construir un temple jònic circular a l'Altis, a l'oest del Temple d'Hera, anomenat Filipeu. Allí posà les estàtues dels seus pares, la de la seua esposa Olímpia, la del seu fill Alexandre, i la seua. Tots estaven encara vius, però així es podien situar juntament amb els déus.

### Els zanes i altres estàtues
Els zanes eren unes estàtues de Zeus que es trobaven al peu de la terrassa dels tresors. Aquestes estàtues havien estat fetes amb els diners recaptats per les multes per les faltes comeses per atletes. Se n'han conservat els basaments de 16.
A més a més dels zanes, hi havia en el recinte de l'Altis un gran nombre d'estàtues de divinitats i de vencedors de proves en els Jocs Olímpics; la majoria de les quals van desaparéixer en saqueigs durant l'Antiguitat.

### Edificis situats fora de l'Altis
El Buleuteri era la seu on es reunia el bule, els membres del qual s'encarregaven de l'organització dels jocs, així com de solucionar els conflictes i les queixes que hi sorgien. Va ser construït en el segle vi ae a la part sud, fora del recinte de l'Altis. Al sud del Buleuteri hi ha una estoa de mitjan segle iv ae.
El Teocoleu era un edifici amb funció de residència per als sacerdots i la resta del personal que servia permanentment en el santuari. Es va construir en el segle V ae, però té també elements d'èpoques posteriors.
Fídies tenia el seu taller al costat del Teocoleu. Les excavacions arqueològiques han tret a la llum una gran quantitat d'eines. En època de Pausànias, ací hi havia un altar dedicat a tots els déus i, més tard, en el segle v, s'hi edificà una basílica paleocristiana.
A l'oest del taller de Fídies, en època romana, cap al 170 abans de la nostra era, es van construir dos edificis que servien d'hostals per a allotjar els visitants.
Al sud del Pòrtic de l'Eco es troben les restes de l'anomenat «Edifici sud-est» que sembla ser inicialment el recinte sagrat d'una divinitat, potser d'Hèstia. Ací, posteriorment, es va edificar la residència de Neró.
Altres edificis d'Olímpia eren l'estadi, la palestra, l'hipòdrom i el gimnàs. També hi havia un edifici residencial per als hostes més importants, el Leonidàion, que es va construir cap a l'any 330 ae, tot i que després fou reconstruït en època romana. S'hi conserven algunes restes d'edificis de banys públics grecs  i romans: un al sud, al costat del Leonidàion, un altre al costat del riu Clàdeu  i un altre al nord, a prop de la muntanya Croni. Tots aquests edificis eren fora de l'Altis.

## La llegenda
Pausànias ofereix diferents versions sobre la presència de Zeus al santuari. Explica que Rea, la mare de Zeus, en donar a llum en una cova situada a la muntanya Ida de l'illa de Creta confia el xiquet als dàctils o curetes, que eren els sacerdots de la muntanya Ida (Psiloritis). Aquests sacerdots eren cinc germans: Hèracles, Peoneu, Epimedes, Iasion i Ides.
Fou el primogènit, Hèracles, qui va proposar-ne als altres fer una cursa en honor del xiquet Zeus, i atorgar al vencedor una corona d'olivera. Així, Hèracles va instituir el que en el futur serien els Jocs Olímpics, que se celebrarien cada quatre anys a partir del 776 abans de la nostra era. Després de passar la infantesa en aquest lloc, els curetes van dur el xiquet a Olímpia. Una altra tradició deia que el mateix Zeus havia instaurat els jocs pel fet que era allí on havia lluitat contra el seu pare Cronos.

## Un oracle a Olímpia
Segons Pausànias, a Olímpia hi havia un primitiu oracle de Gea. Píndar relata la llegenda de l'establiment allí d'un oracle fundat per Íam. D'altra banda, Estrabó també indica que Olímpia es feu famosa per la presència d'un oracle, en aquest cas de Zeus; hi afegeix, però, que en un moment donat aquest oracle deixà de funcionar.

## Excavacions

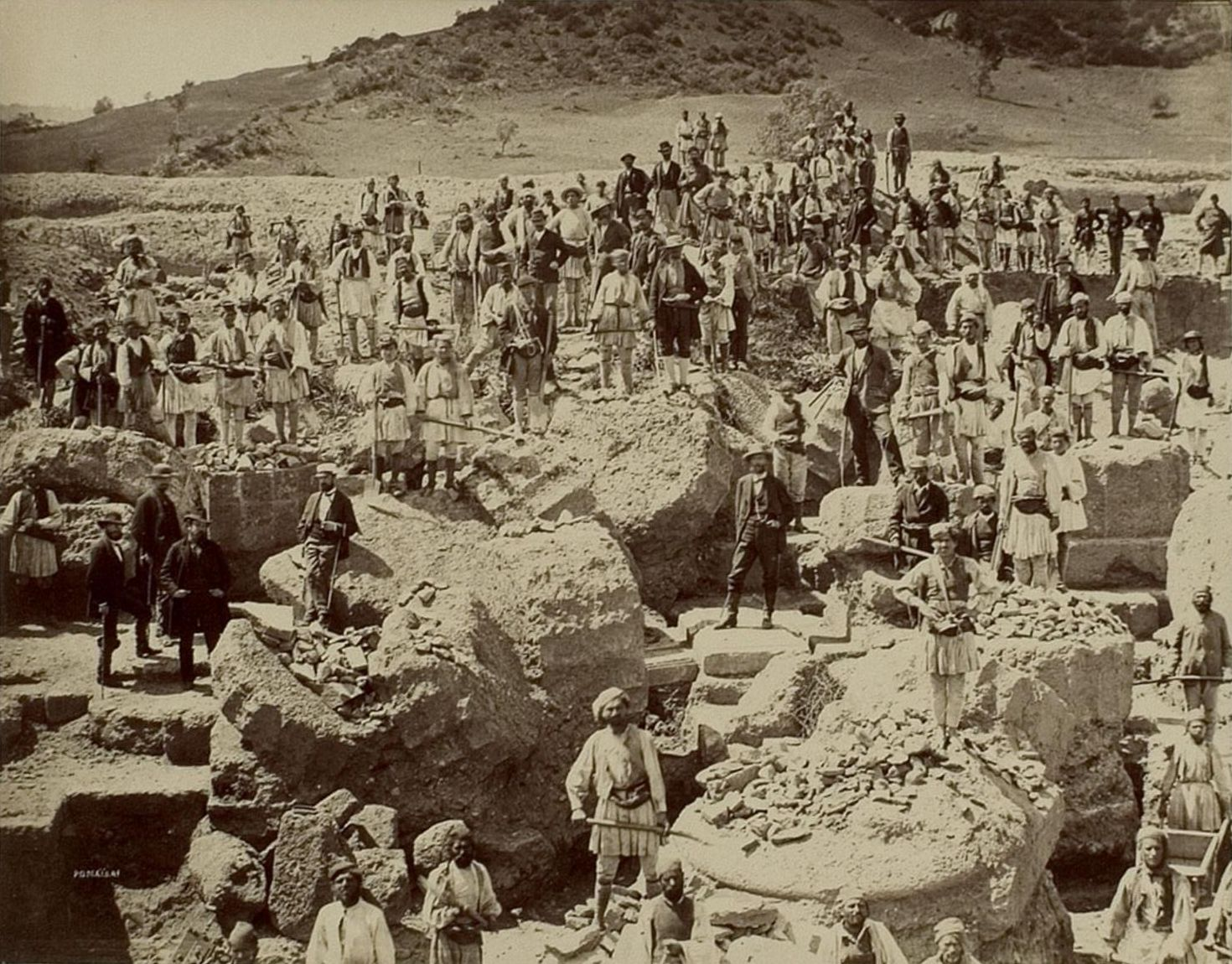
Treballadors durant les excavacions en el temple de Zeus d'Olímpia els 1875-76

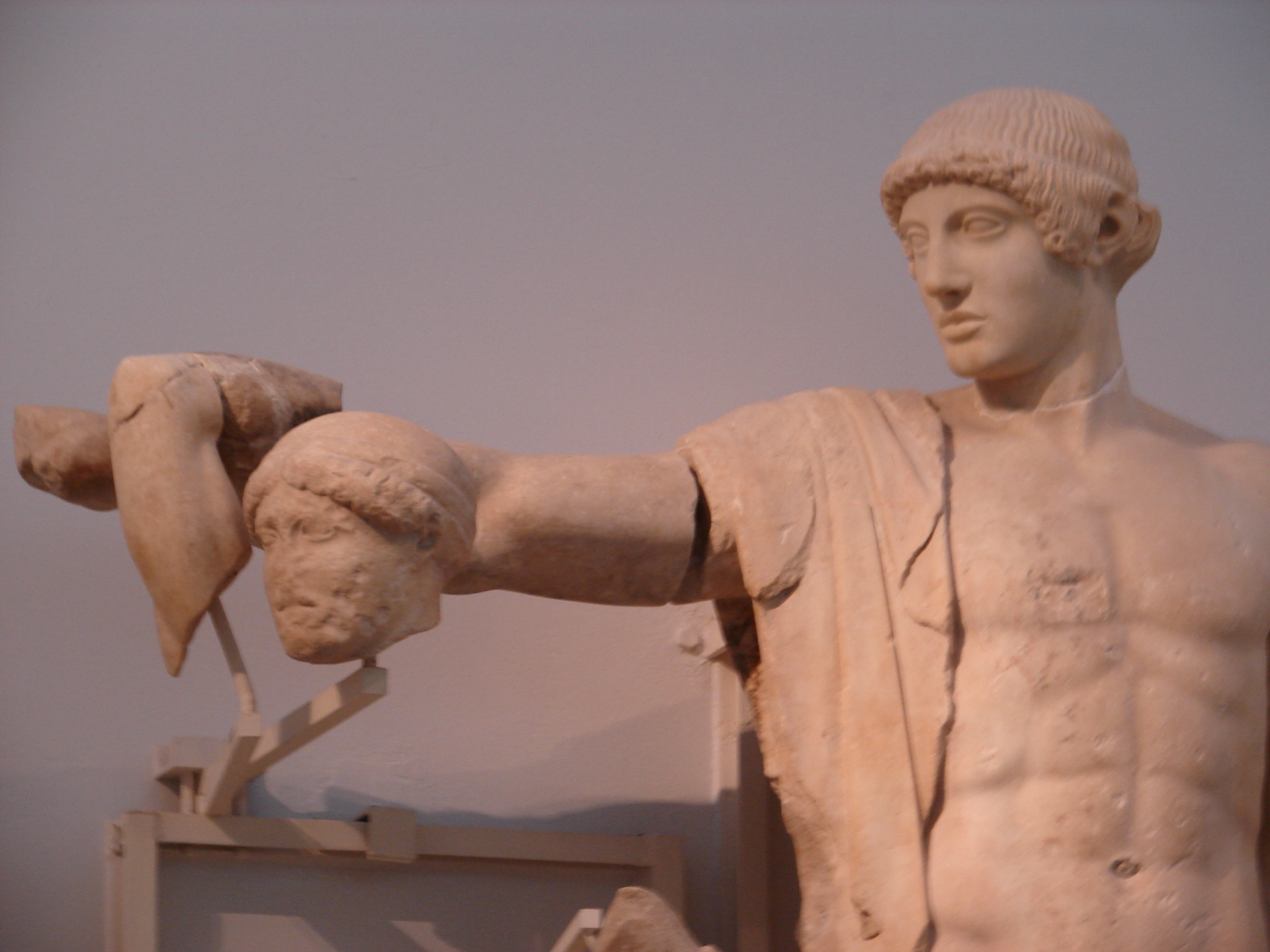
Estàtua d'Apol·lo, situada al frontó oest del Temple de Zeus. Es conserva al Museu Arqueològic d'Olímpia

Els primers que excavaren els jaciments d'Olímpia foren uns arqueòlegs francesos l'any 1820. Més tard, entre el 1875 i el 1881 hi arribà una expedició alemanya, dirigida per Ernst Curtius i Johann Friedrich Adler, que descobriren importants restes dels principals temples del santuari, a més a més de moltes peces menors de materials com el bronze i la terracota. Aquesta excavació també es va distingir per l'alt nivell de documentació de les restes. Van seguir els treballs en els anys 1936, 1952, 1960 i 1961. Entre les troballes més excel·lents hi ha l'estàtua de marbre d'Hermes amb Dionís infant, obra de Praxíteles (c. 390-330 ae), la Victòria de Peoni i les escultures dels frontons del Temple de Zeus. Una altra troballa curiosa fou el taller on treballava l'escultor Fídies, a més d'una sèrie d'eines de l'artista. La majoria de troballes s'exposen al Museu Arqueològic d'Olímpia, que fou expressament dissenyat després de les excavacions del 1875 per a allotjar les restes.